# سار نورفک
سار نورفک (نام علمی: Aplonis fusca fusca) نام یک زیرگونه منقرض‌شده از تیره سار است.

## توزیع
سار نورفک به جزیره نورفک قلمرو استرالیا در دریای تاسمان بین استرالیا و نیوزیلند محدود شده است.

## توصیف
سار نورفلک ۲۰ سانتیمتر طول داشت. طول بالش بین ۹٫۸ سانتیمتر تا ۱۰٫۳ سانتیمتر، و طول دمش ۶٫۳ تا ۶٫۸ سانتیمتر، طول نوک ۱٫۳ سانتیمتر و قوزک پا ۲٫۵ سانتیمتر بود. عموماً به رنگ قهوه‌ای مایل به خاکستری بود. نرها از سر تا گلو سبز متالیک بودند.پشت،کفل، پوشش بالای دم، پوشش بال، و قسمت‌های زیری خاکستری بودند، اما قسمت‌های زیر دم نزدیک به سفید بودند.منقار سیاه و چشم‌ها نارنجی قرمز بودند.رنگ ماده ها هم شبیه نرها بود،اما براق مایل به سبز اندکی تیره‌تر بود و گلوی خاکستری مایل به قهوه‌ای در تقابل با پهلوهای قهوه‌ای کم رنگ بودند.پرهای شکم و زیر دم سفید مایل به زرد بودند.